# Środki ochrony roślin

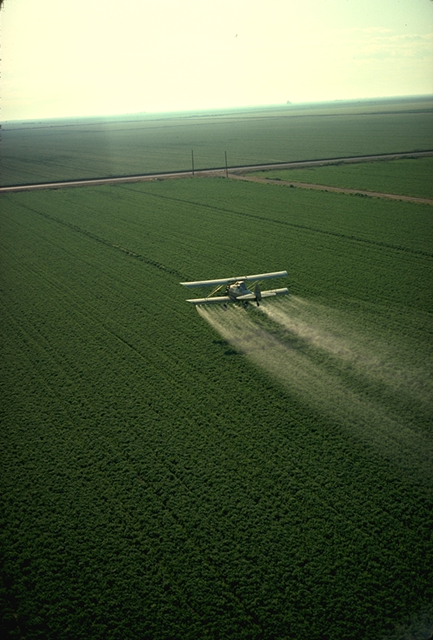
Opryskiwanie plantacji za pomocą samolotu

Środki ochrony roślin – substancje lub ich mieszaniny oraz żywe organizmy, przeznaczone do ochrony roślin uprawnych przed organizmami szkodliwymi, niszczenia niepożądanych roślin, regulowania wzrostu, rozwoju i innych procesów biologicznych w roślinach uprawnych (z wyjątkiem nawozów) oraz do poprawy właściwości lub skuteczności tych substancji (adiuwanty).
W nazewnictwie międzynarodowym dla wszystkich środków ochrony roślin przyjęła się ogólna nazwa pestycydy. Termin środki ochrony roślin jest pojęciem węższym niż pojęcie pestycydy, ponieważ dotyczy on tylko środków stosowanych w produkcji roślinnej.
W ochronie roślin obok środków ochrony roślin używa się także substancji niebędących środkami bezpośrednio zabijającymi agrofagi, ale oddziałujących na nie w taki sposób, że organizmy te nie stanowią zagrożenia dla roślin uprawnych. Do tej nowej generacji środków ochrony roślin zalicza się repelenty, atraktanty, antyfidanty, różnego rodzaju feromony i tym podobne.
Pod względem zużycia środków ochrony roślin na 1 ha (w przeliczeniu na czysty składnik) Polska należy do krajów o niewielkim zużyciu pestycydów. Nowoczesne pestycydy powinny wykazywać działanie selektywne, działać szybko, ale krótkotrwale, cechować się niską toksycznością dla organizmów stałocieplnych i ludzi oraz nie kumulować się w środowisku, nadawać się do łącznego stosowania z innymi agrochemikaliami oraz być łatwe w przechowywaniu. Środki ochrony roślin stosowane w rolnictwie, leśnictwie i innych pokrewnych działach gospodarki muszą być uprzednio zarejestrowane. Preparat może być zarejestrowany dopiero po sprawdzeniu jego skuteczności biologicznej w warunkach klimatycznych i rolniczych Polski. Poza oceną skuteczności biologicznej jednym z istotnych elementów oceny przydatności każdego środka ochrony roślin jest jego toksyczność dla ludzi i zwierząt stałocieplnych oraz wpływ na środowisko. Działanie kancerogenne lub teratogenne wyklucza możliwość stosowania środka chemicznego w ochronie roślin.
Wszystkie środki ochrony roślin zarejestrowane i dopuszczone do stosowania w rolnictwie są corocznie drukowane w Dzienniku Urzędowym Ministerstwa Rolnictwa i Gospodarki Żywnościowej (obecnie: Ministra Rolnictwa i Rozwoju Wsi). W 1991 r. na liście zarejestrowanych pestycydów było 441, w 1992 – 449, w 1993 – 465, w 1994 – 523, a w 1995 – 564 pozycji. W Polsce kwestie prawne związane ze środkami ochrony roślin reguluje ustawa z dnia 8 marca 2013 r. o środkach ochrony roślin (Dz.U. z 2024 r. poz. 630).
Przykłady substancji biologicznie czynnych, których stosowanie w Polsce jest zabronione (dane sprzed roku 2005):
- insektycydy chloroorganiczne: aldryna, chlordan, chlorodekon, DDT, dieldryna, heptachlor, lindan, mireks, heksachlorobenzen, terpeny polichlorowane (np. toksafen)
- insektycydy fosforanoorganiczne: paration
- insektycydy pyretroidowe: fenwalerat, permetryna
- fungicydy: kaptafol, zineb
- herbicydy: 2,4,5-T, monolinuron, dinitroortokrezol (DNOK)
- fumiganty: dwusiarczek węgla, 1,2-dibromoetan, 1,2-dichloroetan, czterochlorek węgla
- rodentycydy: kwas fluorooctowy i jego pochodne
- metale i ich pochodne: arsen, kadm, ołów i rtęć